# 1102
1102 (MCII) var ett normalår som började en onsdag i den julianska kalendern.

## Händelser

### Okänt datum
- Valencia erövras av almoraviderna.
- Henrik I av England beordrar att Edvard Bekännarens grav ska öppnas; liket har inte förruttnat.
- Henrik I av England tar över Arundelslottet.
- Hohenbadenslottet byggs i Baden-Baden, Tyskland.
- Boleslav III blir kung av Polen.
- Koloman av Ungern kröns.
- Kungariket Kroatien och Kungariket Ungern bildar union, pacta conventa.
- Korsfarare erövrar Caesarea i Palaestina.
- Korsfarare slår tillbaka en egyptisk invasion av kungariket Jerusalem nära Askalon.
- Dagobert av Pisa avsätts kort som Latinsk patriark av Jerusalem (och återinsätts senare samma år).
- Raymond IV av Toulouse börjar belägra Tripoli, och tar sig titeln greve av Tripoli.
- Raymond IV av Toulouse fängslas av Tancred, regent över Antioch.

## Födda
- 7 februari – Matilda, tysk-romersk kejsarinna 1114–1125 och pretendent till den engelska tronen, utropad till regerande drottning av England 7 april–1 november 1141

## Avlidna
- 19 maj – Stephen, greve av Blois.
- 4 juni – Vladislav I Herman, kung av Polen.
- Theoderic, motpåve 1100–1101.
- Anna Dalassene, bysantinsk regent.